# Musique afro-américaine
« Musique nègre » redirige ici. Pour la chanson de Kery James, voir Musique nègre (chanson).
 (avril 2015).
Si vous disposez d'ouvrages ou d'articles de référence ou si vous connaissez des sites web de qualité traitant du thème abordé ici, merci de compléter l'article en donnant les références utiles à sa vérifiabilité et en les liant à la section « Notes et références ».

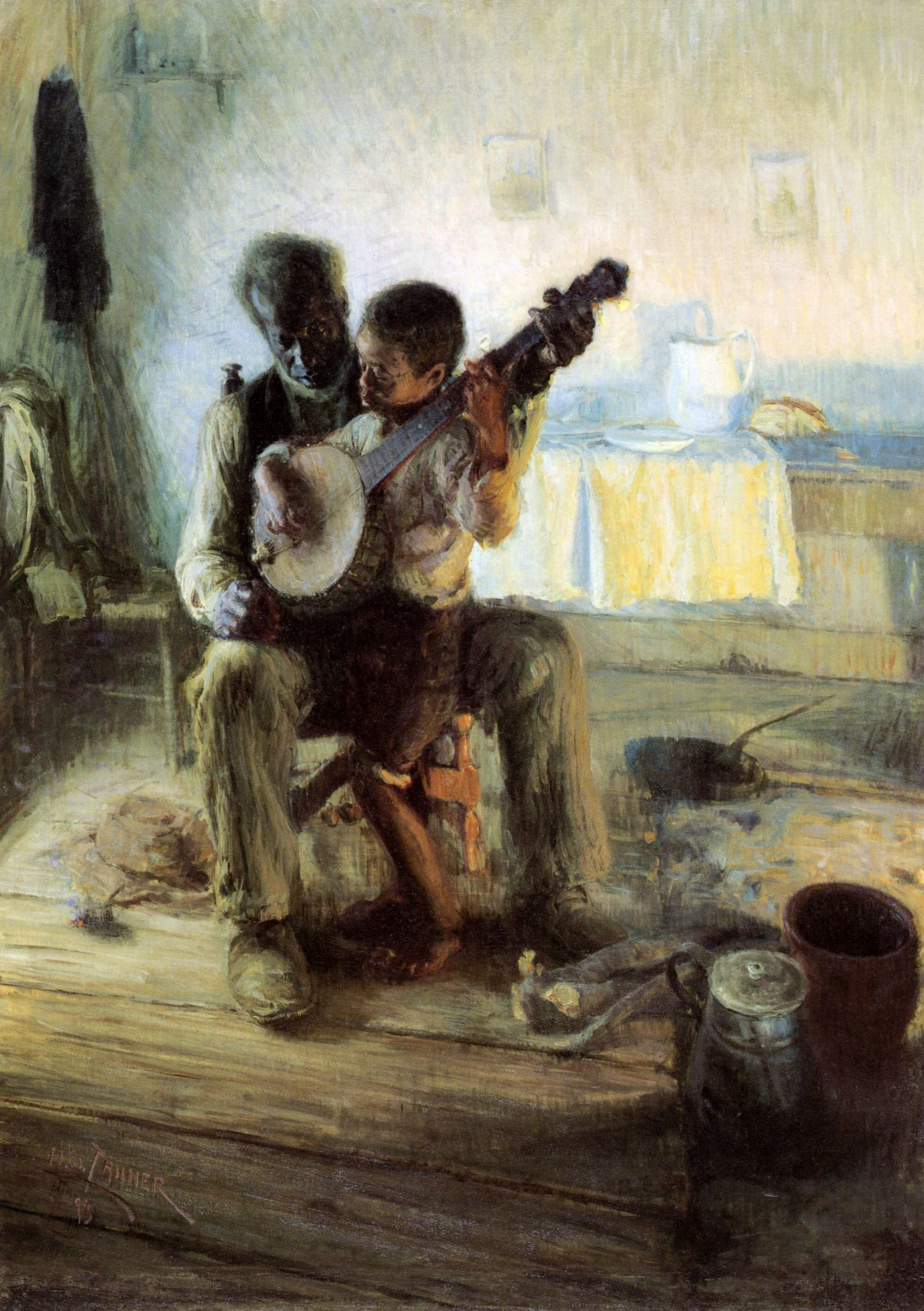
The Banjo Lesson, de Henry Ossawa Tanner, 1893. Huile sur toile (musée d'art de l'université de Hampton).

La musique afro-américaine, ou musique noire américaine, est un terme générique qui englobe l'ensemble des musiques influencées par la culture afro-américaine, les Afro-Américains constituant une des plus importantes minorités ethniques de la population des États-Unis. Étroitement liée à l'histoire de l'esclavage et du commerce triangulaire depuis le XVIe siècle, la musique afro-americaine s'est créée par la rencontre entre plusieurs formes musicales européennes et l'esprit et la sensibilité musicale africaine. Cette rencontre a donné naissance à une large série d'expressions et de styles musicaux.

## Jazz
Le jazz est un genre musical lancé aux États-Unis au début du XXe siècle. Issu du croisement du blues et de la musique européenne, le jazz est considéré comme la deuxième forme musicale spécifique à s'être développée aux États-Unis, après le blues. Il est difficile de décrire précisément ce qui caractérise le jazz à cause de sa richesse et sa complexité, mais nous pouvons néanmoins noter les éléments distinctifs suivants : du swing, de l’improvisation, de la sonorité et du  phrasé. Les origines du mot ne sont pas franchement établies. Pour les uns jazz viendrait du verbe patois créole « jaser » ; pour d’autres, il évoque les prostituées de La Nouvelle-Orléans surnommées « jazz-belles » en souvenir de la Jézabel biblique. Certains encore avancent qu’il s’agirait du diminutif d’un musicien ambulant : Jazbo Brown très prisé du public[réf. nécessaire].
Le jazz puise principalement ses sources dans trois courants musicaux. Dans le dernier quart du XIXe siècle, les professionnels de la musique recherchent de nouveaux styles de musique afin de distraire et de donner plus de vie à la population avec de la musique populaire. C'est alors que naît le ragtime[source insuffisante], issu d'un mélange de mélodies européennes et de rythmes africains. En effet, les noirs ont un accès relativement facile aux instruments européens, et ils créent une forme stylistique au piano, avec un tempo faible et décalé. Ce fut aussi la naissance d'une certaine cassure qui met le temps « en lambeaux », que l’on peut retrouver ultérieurement dans le jazz. Pour citer l'un des plus célèbres créateurs du ragtime, on[Qui ?] désignera Scott Joplin.
À la même époque, les work songs, c'est-à-dire le chant de travail des esclaves dans les plantations de cotons, contribuent largement à la naissance du jazz. Les Noirs commencent alors à se convertir au christianisme, et les work songs se transforment peu à peu en gospel songs autrement dit des « Negro spirituals » chantées à la sauce rythmique africaine. C’est à partir des églises que la culture noire américaine prend véritablement racine : les Noirs peuvent ainsi modeler leurs cérémonies à leur guise et ainsi créer une forme d’expression. Les oraisons traitent alors des fléaux capitaux de l'époque, la guerre, l'esclavage, la mort, la famine, la difficulté d'être un noir de peau. Puis un nouveau style surgit au sortir de la guerre de sécession de 1861 et 1865 : le blues. Cette musique, issue d'un mélange de ballades et d'airs d'origine anglo-saxonne et de formes primitives africaines, est un moyen pour les esclaves d’exprimer leur quotidien difficile. Ils sont conscients que l’abolition de l’esclavage ne change finalement pas grand chose. C'est un chant qui définit un sentiment de mélancolie et de cafard, de détresse et de désespoir. Le plus souvent en forme de poème, elle évoque toutes les situations de leur rude vie quotidienne: pauvreté, racisme, alcoolisme et le mal d'amour. « Si tu ne sais pas où poser ta tête lourde, sinon par terre, c'est sûr t'as le blues » de Big Joe Williams.
Ce n'est qu'après toutes ces années que naît enfin le jazz dont le berceau sera à La Nouvelle-Orléans. Ceci se justifie par le fait que c'est le seul endroit où les musiciens noirs peuvent s'exprimer durant l'esclavage. C'est dans les soirées que le jazz naît, grâce à l'introduction de nombreux instruments tels que le piano, la guitare, la contrebasse, la trompette, la clarinette puis le trombone. Cette ville joue un rôle considérable dans le développement du jazz car elle a la particularité d'avoir plusieurs lieux de plaisirs grâce à la tradition française qui plane, mais aussi grâce au grand nombre de créoles, aux gens de couleur mulâtre qui sont issus d'alliances entre un maître blanc et une maîtresse de couleur[non neutre]. La fin de la guerre civile et les surplus d'instruments de musique militaire qu'elle entraîne ne fait qu'amplifier le mouvement. Ainsi, les premières formes de jazz se tiennent dans les rues à pied ou sur des chariots de déménagement où toute la fanfare, généralement composée de cuivres (instruments à anches et batterie) s'installe. N'étant pas les seuls à jouer de la hot music (du jazz), certains musiciens prétendent inventer le jazz tel que Jelly Roll Morton, Freddie Keppard ou encore l'Original Dixieland Jass Band de Nick La Rocca, un groupe de jazz blanc. Ces derniers, contrairement aux autres, enregistrent le premier disque de jazz qui a un énorme succès, écrasant toutes les ventes de disques de l'époque. C’est la naissance officielle du jazz.

### Original Dixieland Jass Band
Mais la fermeture, pour cause de guerre, du quartier de Storyville, l'un des principaux endroits où les jazzmen se produisaient aura un énorme impact sur la musique jazz. On assistait déjà auparavant à un mouvement de musiciens vers le nord, comme New York ou Chicago, et cette fermeture ne fait que renforcer l'exode vers le nord : c'est le déclin de La Nouvelle-Orléans[réf. nécessaire].
Chicago s'avère être la ville favorable pour le jazz avec l'arrivée de la prohibition (qui interdit la vente de boissons alcoolisées) dans les années 1920. En effet, à cause de cela les bars ferment leurs portes et sont ainsi remplacés par les bars clandestins où les clients viennent boire et écouter de la musique. Les chansons que l'on y écoute sont le plus souvent des mélanges de styles tels que des morceaux de danse à la mode, des chansons récentes ou des airs de spectacle. C'est dans ces « boîtes de nuit » que l'on nomme officiellement la musique qu'on[Qui ?] y joue : le jazz (qui était plutôt du jazz classique)[réf. nécessaire].
Plusieurs centaines de musiciens afro-américains de La Nouvelle-Orléans s’installent donc un peu partout dans Chicago. Apparaît ensuite de plus en plus la tendance aux improvisations individuelles qui remplacent les improvisations collectives. C’est à l’époque des big bands que le jazz connaît son premier « géant » : Louis Armstrong, trompettiste de talent à la voix quelque peu rocailleuse. Il révolutionne le jazz non seulement grâce à son sourire éclatant, mais par ses solos marqués d’une immense chaleur et de swing d’une ingéniosité inégalable. Mais c’est avec ses groupes Les Hot Five et les Hot Seven qu’Armstrong enregistre les albums qui le propulsent au sommet mondial du jazz. Le jazz connut son âge d’or grâce aussi à Jelly Roll Morton avec Red Hot Peppers, ainsi que King Oliver avec Creole Jazz Band[réf. nécessaire].
Par ailleurs, de jeunes musiciens blancs[non neutre] se prennent de passion pour la musique venue de La Nouvelle-Orléans et baptisent leur musique « Dixieland » Ces Chicagoans apportent sensibilité et audace harmonique inspirées de la musique classique de ce début du XXe siècle.

### Swing et be-bop
Durant les années 1950, le jazz s'étend peu à peu à travers tous les États-Unis ou même l'Europe, et nous avons affaire à un nouveau style de musique dérivé du jazz : le swing. De 1929 à 1934, l’Amérique fait face à une crise économique et cela n’épargne évidemment pas les musiciens. Certains grands jazzmen se voient obligés de quitter la profession (surtout lorsqu’ils sont noirs), tel que Sidney Bechet qui se retrouve à cirer  des chaussures et Louis Armstrong qui quitte le pays pour s’exiler en Europe, les maisons de disques font faillite etc. Dans les clubs, le style pianistique hérédité du ragtime s’y développe, et peu à peu, dans les clubs de jazz et dans les revues apparaissent des « big bands ». Un nouveau style de musique se crée donc à partir de ces grandes formations: le Swing, une musique intimement liée à la danse. Ce nouveau style séduit un vaste public qui en se divertissant, tente d’oublier la crise économique. Les plus célèbres « big bands » new-yorkais de l'ère swing sont les formations du Cotton club (conduites par Cab Calloway ou Duke Ellington) et l’orchestre de Jimmie Lunceford. Parmi les grandes formations des années trente, nous pouvons citer deux grandes voix féminines : Billie Holiday ainsi qu’Ella Fitzgerald et quelques talents individuels tels que les trompettistes Cootie Williams et Rex Stewart[réf. nécessaire].
Au début des années 1940, le swing perd quelque peu sa popularité à cause de la lenteur de cette musique[Quoi ?]. Des musiciens sont mobilisés au front quand les États-Unis prennent part à la Seconde Guerre mondiale, ce qui contraint les grands orchestres à se dissoudre. Par ailleurs, la musique s’épuise dans une routine commerciale et un académisme certain (excepté quelques grands artistes). Pour lutter contre cela, de jeunes musiciens noirs se réunissent en petites formations dans les clubs de Harlem cherchent de nouvelles voies pour le jazz et inventent un nouveau style de musique : le Bebop ; il rompt totalement le monde du divertissement et les facilités du swing[Quoi ?]. Parmi les principaux artisans de la nouvelle musique, nous pouvons citer : le saxophoniste alto Charlie Parker et le trompettiste Dizzy Gillespie, mais aussi les pianistes novateurs Thelonious Monk et Bud Powell, le batteur Kenny Clarke et la vocaliste Sarah Vaughan Parti de Harlem.
Cette musique se répand peu à peu dans les clubs new-yorkais, en Californie et d’autres villes des États-Unis et cela par le biais des concerts. Mais tous les musiciens n’acceptent pas la modernité du be-bop. En France, le critique Hugues Panassié dénonce cette musique contraire selon lui aux normes du jazz, en effet, elle innove considérablement sur différents points, mais n’en oublie pas pour autant ses racines : le blues. Le jazz fut pour les noirs aux États-Unis d’Amérique, un grand facteur d’amélioration de condition de vie. Cela représentait pour eux un moyen de sortir de la misère ; ils n’avaient d’autre choix que de traîner dans les clubs à écouter du jazz, se livrer à des combats de boxe afin de gagner un peu d’argent, etc. De plus, cela permit aux noirs et aux blancs de se rapprocher, ils se côtoyaient et apprenaient ainsi à se respecter. C’est en partie grâce au jazz que l’on peut danser sans se faire arrêter. Fortement inspiré par l’Afrique, mais aussi de l’Europe, le jazz est la preuve que plusieurs cultures peuvent parfois entraîner quelque chose de très puissant qui peut bouleverser les générations à venir. Le jazz influença aussi plusieurs courants musicaux comme le rap et le rock'n'roll. C'est d'ailleurs le rock'n'roll qui le détrôna au sommet des charts durant les années 1950[réf. nécessaire].

### Lexique
- Ragtime : Forme stylistique au piano, avec un tempo faible et décalé. La ligne mélodique syncopée par la main droite du pianiste met littéralement le temps « en lambeaux » (ragged time se traduit par temps déchiré), la main gauche conservant cependant une assise de basses régulières.
- Le blues : Le blues est à la fois une forme musicale définie : une chanson courte de douze mesures sur une structure d’accords déterminée avec l’emploi caractéristique des blues notes.
- Le jazz : Se caractérise par l’improvisation, les mélodies (convenues ou écrites) représentent uniquement la carte d’identité du morceau. Le jazz se réfère en effet à des thèmes qui, joués sur des trames harmoniques, donnent libre cours à l’invention.
- Le swing : La différence entre le jazz et le swing est que dans le swing, les mesures de deux temps font place aux mesures de quatre temps. De plus, les œuvres sont composées à l’aide de riffs, c’est-à-dire de petites phrases musicales répétitives sous forme d’appels et de réponses, qui sont directement issus du patrimoine afro-américain
- Big band : Le big band se caractérise aussi par la musique qu’il interprète et qui nécessite des orchestrations particulières à cause de son effectif élargi.
- Be-bop : accélération du tempo et par des accentuations assez aléatoires. Le be-bop innove sur le plan du rythme, batteur et pianiste désarticulent leur jeu. Aux grands orchestres, les nouveaux jazzmen préfèrent les formations plus réduites (trio, quartette, quintette). Du point de vue harmonique, la musique s’enrichit de nouveaux accords. Pourtant, le be-bop n’oublie pas ses racines. Très marqué par le blues, il utilise les standards* qu’il métamorphose et rebaptise.

## Rhythm and blues
Aux origines, le rhythm and blues, qui signifie « rythme et mélancolie », désignait la musique issue du Gospel (musique chantée dans les églises noires américaines), du jazz et surtout du blues, créée par des musiciens et chanteurs noirs américains. Ce terme a été inventé par l’un des journalistes travaillant pour le très célèbre Billboard Magazine : Jerry Wexler. Ce magazine présente le classement de chansons selon différents critères tels que le style de musique ; ainsi il introduisit à la fin des années 1940 le terme « RnB » qui remplace le terme « race music » utilisé auparavant et jugé trop péjoratif voire insultant. Ainsi, le rhythm and blues n’est rien d’autre que du blues auquel on a ajouté le rythme ; il s’agit de blues « qui balance », il ne reflète pas de tristesse ou de mélancolie comme son nom le laisserait entendre mais, au contraire, vous fait oublier vos soucis et vous entraîne à danser.
Le rhythm and blues évolua au fur et à mesure des années ; dans les années 1950, l'étiquette « rhythm and blues » recouvre toute une palette de musiques différentes ; de cette manière les ballades chantées des groupes de doo-wop, les morceaux de jazz barrel house ou encore le jump blues sont autant de styles différents pouvant se regrouper sous l’expression RnB. Débarqués dans les années 1950 à Chicago en provenance des plantations du Mississippi, c'est à Muddy Waters et Howlin' Wolf que l‘on doit certains des disques rhythm and blues les plus marquants, avec leur sonorité sobre et moderne ainsi que des solos de guitare électrique qui préfigurent ceux des Rolling Stones. Ainsi, le rhythm and blues apparaît comme le précurseur du rock ; en effet, des artistes tels que Duke Ellington avec son Rockin' in Rhythm ou encore la chanteuse de blues Trixie Smith avec Rocks Me With One Steady Roll font du rock sans le savoir. Même si le rhythm and blues n’influence pas directement la société, il contribue a la création du rock, qui lui influence fortement la société. Par conséquent le rhythm and blues a indirectement influé sur la société, d’où son importance. Le rhythm and blues laisse donc petit à petit la place au rock qui se développe notamment dans les années 1950. Au-delà du rock, le rhythm and blues est l’élément déclencheur d’une multitude d’autres styles de musiques.

## Rock 'n' roll
Le rock 'n' roll est un « enfant » du blues, le rythme ternaire de celui-ci étant remplacé par un rythme binaire et un tempo plus soutenu. Il faut distinguer rhythm and blues et rock 'n' roll, même si la tâche paraît délicate de la fin des années 1940 à 1954. Citons ici le capitaine Glenn Miller qui invente la structure musicale du rock ’n’ roll en 1943 avec son tube In the Mood et Fats Domino qui fait du rock 'n' roll dès 1948 sans le savoir. Ike Turner prétend lui aussi avoir interprété le premier rock ’n’ roll, Rocket 88 en 1951. L'étiquette rock 'n' roll a, dans un premier temps, été utilisée pour distinguer le rhythm and blues des afro-américains de celui des blancs et ce pour des raisons liées à la politique raciale de l'époque. Il était inadmissible que des artistes blancs se retrouvent dans les mêmes bacs chez les disquaires que les noirs. Le style particulier du rhythm and blues blanc sert donc de prétexte pour une nouvelle étiquette « rock 'n' roll ».

## Soul
À la fin des années 1950 apparaît la soul (« âme » en anglais). Elle est considérée comme un retour du rhythm and blues aux racines dont il est issu.  La musique gospel est particulièrement mise en avant dans ce genre de musique. Le terme « soul » apparaît pour la première fois dans les titres de deux albums de Ray Charles : Genius + Soul = Jazz en 1961 et Soul Meeting en duo avec Milt Jackson en 1962. Le développement de la « Soul music » est stimulé par deux phénomènes principaux: l'urbanisation du rhythm and blues et la sécularisation, la laïcisation du gospel. La soul n’est, en réalité, rien d’autre que du rhythm and blues agrémenté d’une bonne dose de gospel ; ce mélange a pu s’effectuer grâce à des artistes comme Ray Charles ou encore Sam Cooke.
Le terme soul renvoie à la capacité d'un interprète à mettre toute son âme et sa conviction dans une chanson, par opposition aux émotions superficielles exprimées par la musique pop. Dans les années 1960, pour un public noir aussi bien que blanc à la recherche de valeurs « authentiques », les chanteurs capables de cette sincérité, de cette spontanéité sont la preuve qu'on peut vivre intensément, et autrement qu'en consommant biens et services. C'est ainsi que la soul jouera un rôle essentiel dans le mouvement hippie du début des années 1960. Toutefois, la musique soul a, peu à peu, laissé la place au rock psychédélique et s’est, au fur et à mesure du développement du mouvement hippie, effacée de cette sous culture. Cependant, la musique soul ne meurt pas ; au contraire, elle connaît un très grand succès durant tout le long des années 1960. La musique apparaît alors comme un excellent moyen pour faire passer ses revendications : Aretha Franklin, fille d'un pasteur de Détroit, chante dans Do Right Woman - Do Right Man son besoin d'un homme qui ne la considère pas comme une femme-objet ou, quand Otis Redding exige R-E-S-P-E-C-T ; leurs revendications sortent en effet du cadre des relations amoureuses : elles sont politiques ; ce qui montre l’influence que la musique soul pouvait avoir[réf. nécessaire].

## Funk
Durant les années 1960, la soul évolue et se mélange avec d’autres styles musicaux tels que le rock, le rhythm and blues ou encore le jazz pour former le funk. Le mot « funk » vient de l’argot stink (puer en français) pour définir un style dépouillé, sans ornement. Elle repose sur des rythmes groovy. Les fondateurs du funk sont des artistes comme Maceo Parker, Melvin Parker ou encore comme le groupe The Meters. Néanmoins, la figure emblématique de la musique funk  reste James Brown.
Au début des années 1960, le funk garde encore une bonne part de ses racines rhythm and blues et soul ; les paroles des chansons insistent alors beaucoup sur la défense des noirs. James Brown en sera la figure emblématique, il fut d’ailleurs surnommé The Godfather of Funk (littéralement le « parrain du funk »)[réf. nécessaire].
Un autre style de funk se développe vers la fin des années 1960 et jusque dans les années 1970, influencé par le rock ; c’est alors qu’apparaît le funk psychédélique : le P-Funk, influencé par George Clinton qui mélangera toutes les influences du moments à un groove accrochant. Puis des groupes fleurirent tels que Parliament, Funkadelic ou encore P-Funk Allstars. Quant aux groupes comme Kool and the Gang ou Earth, Wind and Fire, ils furent fortement critiqués par les puristes, ceux qui refusent de tolérer toute évolution du funk ; en effet, on leur reproche de jouer une musique trop sophistiquée et dans laquelle la production prenait une place trop importante selon eux. Les années 1980 marquent la dernière étape de l’évolution de la musique funk qui s’accompagne d’un développement des rythmes électroniques avec la basse et le synthétiseur qui jouent alors un rôle essentiel dans la mélodie ; comme exemple Let me Know You de Stanley Clarke. Ces différents mouvements de la musique funk influenceront par la suite fortement d’autre style comme le rap ou encore le disco avec des artistes comme Sly and the Family Stone ou Stevie Wonder.

## Disco
Le disco apparaît au début des années 1970. Son nom est une abréviation du mot « discothèque », des clubs dans lesquels on ne passait que de la musique pour danser. Ce style d’abord écouté exclusivement par les noirs américains se propagera rapidement grâce aux nightclubs (boîtes de nuit) dans le monde entier comme le Studio 54 de New York. Toutefois la diffusion du disco ne s’est pas faite seulement grâce à cela ; en effet, les phénomènes qui ont contribué au succès de ce style de musique sont divers :
- les minorités raciales, les noirs américains ainsi que les Hispano-Américains ont dépassé les blancs dans l’achat de vinyles et de matériel audio ;
- l’indépendance grandissante des femmes dans les domaines de la finance ou des loisirs ;
- la libération gay ;
- la révolution sexuelle.

L’année 1975 fut l’année durant laquelle le disco devint réellement populaire avec des tubes tels que The Hustle de Van McCoy ou Love to Love you Baby de Donna Summer. C’est la même année que Dalida, qui fut la première artiste française à sortir une chanson disco en France avec sa chanson « J’attendrai » qui connaîtra un grand succès au Canada et au Japon[réf. nécessaire]. De même, le film Saturday Night Fever sorti en 1977 connut un grand succès aux quatre coins monde et fut l’une des raisons principales de la popularité du disco. Ainsi, le disco qui, à la base, était une musique jouée et écoutée exclusivement par les noirs américains est devenu progressivement — ce, grâce à divers phénomènes — une musique populaire écoutée par tout le monde mais aussi jouée par tout le monde avec des groupes et des chanteurs noirs comme Gloria Gaynor, Donna Summer, Barry White ou Chic mais aussi par des groupes et chanteurs blancs tels que les Bee Gees, Cerrone ou encore Patrick Hernandez (qui a signé Born to Be Alive en 1979). Néanmoins, la période de gloire du disco aux États-Unis ne fut que de courte durée ; en effet, après le très grand succès de Saturday Night Fever, les maisons de disques se sont mises à « fabriquer » des chanteurs discos ce qui lassa rapidement la population. Même si les artistes disco gay, noirs et européens continuèrent à produire des tubes pour les dancefloors (pistes de danses) il se créa un mouvement anti-disco caractérisé par une volonté de renouer avec le rock car le lien entre le disco et les cultures noir et gay devint soudainement embarrassant pour la population blanche. Celle-ci se justifiait la plupart du temps en soulignant l’aspect efféminé de la musique et de la danse disco ; cela eut pour conséquence l’apparition d’un réel « combat » entre le disco et le rock. Ce qui se passa en 1979 est un exemple de cette réaction violente de la part de la population blanche; en effet, une radio de Chicago organisa une soirée portant sur le thème anti-disco : The Disco Demolition Night ou la nuit de la démolition du disco. Les personnes soutenant ce mouvement anti-disco brulèrent, à la suite de cette soirée, des enregistrements de musiques discos; ce qui dégénéra d’ailleurs presque en une émeute. L’influence du disco sur la population fut donc assez considérable[réf. nécessaire].
Même si le rock prit le dessus sur le disco, quelques artistes continuèrent à faire de la musique dans ce style musical; ainsi, des chanteurs comme George Benson ou Patrice Rushen créèrent le disco classique au début des années 1980. En outre, le disco se transforma également en d’autres formes comme la house. Plus tard, dans les années 1990, le disco reprit un nouveau souffle grâce à des artistes tels que Jamiroquai avec sa chanson Cosmic girl en 1996 et plus récemment, Kylie Minogue avec « Spinning Around » en 2000 ou Sophie Ellis-Bextor en 2001 avec Murder on the Dancefloor ; d’où son influence, toujours présente au niveau musical.
Le rhythm ’n’ blues s’est au fur et à mesure du temps transformé jusqu’au disco, qui lui-même a subi des transformations. Tous les genres de musiques, que nous avons étudiées, ont utilisé les grands médias culturels comme la radio et plus tard la télévision ; c’est de cette manière que tous ces différents genres de musiques ont influencé la culture de masse mais avec une intensité différente pour chaque type de musique.

## Rap
Le rap, est reconnaissable par son phrasé syncopé, presque parlé. Il prend forme dans les quartiers de New York comme le Bronx à la fin des années 1970 et se propage dans tout le pays, au début des années 1980. Les paroles, souvent revendicatives et réalistes, sont la plupart du temps soutenues par un beat (boucle rythmique), et un sample (échantillon d'un morceau préexistant) et parfois des scratchs. Conçu par et pour le ghetto noir américain, le rap tend à mettre en avant les conditions d'extrême précarité dans lesquelles vivent ces populations. C'est une musique basée sur une constante innovation, sur un refus de toute institutionnalisation, une musique où l’originalité est un facteur déterminant pour se faire connaître. Le rap est une musique politisée, à l’image de groupes comme Public Enemy, parfois violente comme NWA (les pionniers du gangsta rap à Los Angeles) ou Run–DMC (côté East Coast).
Le principe du rap est d’exploiter le tempo à nu. Le personnage central est le DJ. Il anime les soirées avec ses disques mystérieux accompagnés du MC (Maître de cérémonie) qui encourage les spectateurs à danser en parlant au rythme de la musique. Comme le célèbre DJ Premier, membre du groupe Gang Starr depuis 1988 et MC Hammer qui a connu son heure de gloire avec son single U Can’t Touch This en 1990. Le rap remonte à la fin des années 1960 avec l’apparition de The Watts Prophets et  The Last Poets, deux collectifs de jeunes noirs militants ayant mis leur rage en rimes et en percussions afin de transmettre leurs messages révolutionnaires.
Les principales influences musicales sont bien évidemment la soul, le funk et le rhythm’n’blues qui rythmaient les parties de chaque quartier ; mais aussi le jazz pour son sens de l’improvisation et sa remise en cause des schémas mélodiques classiques. Tous les premiers DJ ont débuté en enregistrant sur des vinyles de James Brown. Le rap devient alors un moyen pour le rappeur au micro de prêcher sa parole en face d’inconnus et de tenter de les convaincre, quel que soit le message. Les idées sont dès lors courtes, ce sont des flashs sonores et des significations qui fusent, des chocs répétés de mots courts ou longs à la phonétique proche destinés à frapper l’auditeur.

### Débuts
En 1974, à New York dans le Bronx, Clive Campbell alias DJ Kool Herc, un émigré jamaïcain, organise des fêtes de rue à la mode jamaïcaine dans son quartier (les fameuses sound systems). Il branche des tourne-disques sur lesquels il passe des disques de funk américain en utilisant les techniques inventées par les selecters et les deejays jamaïcains. Avec Coke La Rock au micro, il répète des passages instrumentaux, passe d'un disque à l'autre sans perdre le rythme et ajoute des sons « bricolés ». Ainsi c'est la communauté jamaïcaine, très présente à New York (surtout à Brooklyn) qui introduisit la culture DJ aux États-Unis. Mélangée au funk local, elle va vite se métamorphoser en rap, et enflammer les quartiers noirs de New York puis de tous les États-Unis. Dès 1970, Gil Scott-Heron a sorti The Revolution Will Not Be Televised qui a donné le ton pour le rap du futur. Les beats sont funky et parlent de corruption politique. Entre 1977 et 1979, les soirées de rue, avec non seulement de la dance music, mais aussi avec des DJ de rap, deviennent très populaires à New York. C'était des DJ tels que Grandmaster Flash ou encore DJ Kool Herc qui animaient ces soirées. En 1979, le premier tube rap sort en 45 tours, il s’agit de Rapper's Delight de The Sugarhill Gang. Les rappeurs y sont accompagnés par un orchestre funk.
Les années 1980 sont celles de l'explosion du rap avec des groupes politiques comme Public Enemy ou de divertissement comme Run–DMC. Dans la lignée du do it yourself des punks new-yorkais, les rappeurs rappaient sur des rythmes synthétiques et brutaux, issus de boîte à rythmes bon marché. En 1981, Grandmaster Flash fait paraître Adventures on the Wheels of Steel qui est le premier album de rap à faire entendre le bruit du scratch sur un vinyle. Cette même année, Disco Daddy et Captain Rapp sortent Gigolo Rap qui est le premier album de rap West Coast à se faire connaître.
Entre 1982 et 1984, de nombreux artistes de hip-hop de New York émergèrent comme Run–DMC, qui sortirent deux albums, et Afrika Bambaataa qui sortit également deux nouveaux enregistrements. En 1984, la station de radio K-DAY est créée à Los Angeles et devient la seule station de radio de toute la région à se spécialiser dans le hip-hop. C’est cette même année que Russell Simmons et Rick Rubin se rencontrent et décident de fonder ensemble le label Def Jam Recordings. Des artistes comme les Beastie Boys et LL Cool J signèrent dessus et rendirent ce label très puissant. Dès 1983, New York devient la capitale du rap. Contrairement au hip-hop européen (français notamment), le rap originel correspond à un espace où s'expriment toutes les frustrations, les colères et les révoltes. Il s’agit d’une véritable musique populaire de rue qui développe ses propres thèmes : d’une part sous l’influence de la Zulu Nation d’Afrika Bambaataa qui voyait dans la musique rap le moyen d’éloigner les jeunes des drogues et des gangs, ainsi que de stimuler leur créativité ; et d’autre part en tant que témoignage d’une vie difficile.

### Âge d’or
La fin des années 1980 est désignée comme l'âge d'or du rap. À New York, la guerre des crews se termine. Les crews réunissaient des rappeurs (souvent des dizaines) du même quartier afin de s’affronter musicalement sur une scène. L'âge d'or est donc l'émergence à New York des duos DJ-MC comme Gangstarr (DJ Premier et Guru), Eric B et Rakim ou Pete Rock et CL Smooth qui continuent l'œuvre de Marley Marl, un célèbre producteur ; et en Californie d'une nouvelle scène gangsta avec surtout les Niggaz With Attitude (NWA). NWA se présentait comme un groupe revendicatif et violent, sur certains points politisés à la manière des groupes new-yorkais comme Public Enemy. La popularité des groupes se fait grandissante du côté de la côte ouest des États-Unis. De nombreux artistes se développent tels que le groupe Egyptian Lover et Ice-T. NWA sort de nombreux albums. En 1988, ils sortent Straight Outta Compton qui est considérée comme les débuts du gangsta rap. Un album avec des paroles d'une violence jamais égalée et celles de Fuck Tha Police finirent dans les bureaux du FBI eux-mêmes.
L'apogée de la West Coast se trouve entre 1990 et 1996. De nombreux artistes émergèrent des ghettos de Los Angeles et même de toute la Californie. Des rappeurs tels que Too $hort ou encore Ice-T continuaient à sortir des albums solos à succès. Après Straight Outta Compton, Ice Cube et Dr Dre quittèrent le groupe N.W.A. et le groupe n'eut plus du tout le même niveau qu'auparavant. En 1992, Dr Dre rejoint le plus puissant label de toute la West Coast : Death Row Records. En 1995, après être sorti de prison, Tupac décide de signer sur Death Row et sort le premier double-cd de l’Histoire du Rap. Mais le 13 septembre, Tupac meurt à l'hôpital après une fusillade dont il a été victime le 6 septembre. Certainement la plus grande figure du rap s'éteignit alors. Cette même année, le président de Death Row Records : $uge Knight alla en prison.

### Styles
On retrouve les traces des influences de la musique jamaïcaine sur le rap. Elles se matérialisent par le genre raggamuffin, où le rap se distingue par une élocution et une déclamation rappelant une sorte de pidgin. Cette diction est particulièrement difficile à comprendre, certaines syllabes sont déformées comme :
- le « th » anglo-saxon qui devient un « d » supposé faire plus africain ;
- le langage américain est substitué au pidgin jamaïcain ;
- certaines lettres sont tout simplement supprimées.

Voici deux exemples de ce type d’élocution :
- ceux-ci extraits des paroles de Shinehead : « I swing when I talk dem ya lyric notice / thé timing direone hes a don but selassie/ is thé king I and I bom black » ;
- et ceux-là, extraits des paroles des Fat Boys : « T'’ing nah go so! true you see me little an' so so so! Body more bigger! Me nah' fraid ah Rambo » (« Les choses sont pas comme ça! C'est vrai que tu me trouves petit et tout! Avoir un corps plus gros! j'ai pas peur de Rambo »).

Les Fat Boys, Public Enemy et Afrika Bambaataa font souvent usage de ces « tics », qui facilitent parfois la prosodie* ; les syllabes sont détachées les unes des autres, les accents toniques sont multipliés. Le rappeur y trouve bien des avantages rythmiques et une sûre occasion de maîtriser son timing (rythme).
Tout au long de ces années, divers styles de musique hip-hop sont apparus :
- Rap à message : Grandmaster Flash and the Furious Five avec leur titre The Message ont écrit le premier rap à message. Ce titre dénonce la dureté de la vie dans les ghettos américains. Il existe une autre forme de rap à message, c’est le rap conscient. Il fait appel à la prise de conscience de l’importance de ses origines et la place de la communauté noire sur l’échiquier politique, économique et social.
- jazz rap : C’est un genre de rap dont la production musicale est influencée par le jazz. Le genre prend généralement ses sources dans le be-bop et la soul. C’est en fait une ré-orchestration d’instrumentaux jazz avec un beat funky. Quelques noms du jazz rap: Guru, A Tribe Called Quest...
- G-funk : G-funk signifie gangsta-funk. Cette musique se caractérise par des sons de synthétiseurs, la modification des voix grâce à un Vocoder, un groove lent, des basses profondes et un refrain chanté. Le G-Funk est devenu très populaire au début des années 1990 grâce à des artistes tels que Dr. Dre et Ice Cube, deux ex-membres du groupe N.W.A., Warren G, Snoop Dogg et 2Pac, tous issus de la côte ouest des États-Unis et ambassadeurs talentueux de ce style de musique.
- Comedy rap : C’est un rap dont les textes sont légers. Les artistes les plus connus du rap fun sont : Afrika Bambaataa, Busy Bee, DJ Hollywood et The Sugarhill Gang…
- Rap hardcore : Ce rap est dit hardcore à cause de « l’agressivité » soit de ses textes ou du débit de mots, soit de sa musique, de son ambiance ou tout à la fois. On peut répertorier quelques noms du rap hardcore américain : Public Enemy, Wu-Tang Clan, DMX…
- Gangsta rap : C’est une branche du rap hardcore. Le terme gangsta rap a été inventé par les médias. Ce style est devenu très populaire dans les années 1990. Les textes de ce style de rap sont surtout basés sur la narration d’histoires à tendances sexuelles, ou d’histoires sordides. Les paroles sont particulièrement violentes et misogynes, elles relatent le style de vie des gangsters. Ce genre, extrêmement commercial, a fait l’objet de beaucoup de polémiques aux États-Unis. Il est d’ailleurs à l’origine des autocollants « parental advisory, explicit lyrics » apposés sur les disques du genre. Quelques noms du gangsta rap américain : Ice-T, N.W.A…
- Rap East Coast : cette mouvance du rap américain, née à New York , utilise énormément de samples et est souvent plus sombre, plus influencée par le jazz et la soul, donc moins funky que son homologue de la Côte Ouest. Quelques noms de la côte Est: The Notorious B.I.G., P.Diddy, Big L, Nas, Mase, Mobb Deep...
- Rap West Coast : ce style de rap est plus léger que celui de la Côte Est. Les textes parlent essentiellement de sexe et de gangsters. Les signes extérieurs de richesses comme les chaînes en métal précieux, les voitures… sont mis en avant. Quelques noms du rap de la côte Ouest : Dr. Dre, Snoop Dogg, 2Pac…
- Midwest rap : La scène Midwest est très diversifiée mais il existe cependant des caractéristiques générales, la plus flagrante est l'utilisation d'un flow rapide et vif, comme l'utilisent par exemple Twista et les Bone Thugs-N-Harmony. Mais le son reste assez différent en fonction de la ville ou de l'État d'origine du rappeur, ce qui engendre une certaine difficulté à différencier musicalement ce genre des autres. Les villes de Chicago et Détroit comptent les artistes les plus représentatifs : Common, Slum Village, Lupe Fiasco, Da Brat, D-12, Obie Trice, Twista et Rhymefest.

### Rap et hip-hop
Le rap fait partie intégrante de la culture hip-hop. Le rap est un style d'expression musicale adopté surtout par les Noirs américains des ghettos pour exprimer leurs colères envers l’État et les forces de l’ordre, tandis que le hip-hop présente un moyen d’expression passif.
Le mot Hip Hop vient aussi des Noirs ; Hip est un parler propre aux noirs américains, Hop signifie danser avec l’idée de compétition. Le hip-hop s’exprime par l’intermédiaire de plusieurs disciplines : le break dance (base de la culture hip-hop), le graffiti, le D.J’ing et le MC’ing. Le rap, d’un caractère plus violent, plus explosif, se compose de seulement deux disciplines : le MC’ing et le D.J’ing. Le mouvement hip-hop est composé d’éléments indépendants les uns des autres, constituant avant tout un mode de vie, un état d’esprit et une façon de s’intégrer. Relatant les principes d’Afrika Bambaataa, les mots d’ordre sont « paix, amour et unité ». Il prône des valeurs positives comme le respect de soi et des autres, la tolérance, la connaissance de soi et la positivité. Le principal objectif du hip-hop aura été de canaliser la violence engendrée par les jeunes des gangs noirs et hispaniques et de la transformer en une énergie plus constructive, notamment par des compétitions artistiques.
Le hip-hop est donc un mouvement culturel englobant une multitude d’aspects et d’expressions artistiques, différentes mais complémentaires. Dans un premier temps, le hip-hop est la culture autour de laquelle les communautés afro-américaines et portoricaines se sont regroupées. Le Bronx compte en effet une large communauté portoricaine, qui dans les années 1970 était fan de disco. Néanmoins, initialement les communautés noires et hispaniques étaient séparées par une barrière culturelle que le hip-hop a abattue. Les Portoricains et les Noirs ont beaucoup de choses en commun, notamment liées à leur patrimoine génétique (leur couleur de peau…). Ces deux communautés, vivant l’une à côté de l’autre, vont poser les fondements de la culture du hip-hop. De sa popularité grandissante, le hip-hop a un impact sur d’autres variétés de musique. Certains artistes de musique pop (comme Britney Spears, Christina Aguilera, Tom Jones), ou de rock 'n' roll, jazz, reggae et metal (comme Linkin Park avec Jay-Z) combinent leur style de musique avec des morceaux de rap. La popularité de la musique aide l’intégration de la culture hip-hop aux États-Unis, ainsi qu’à l’étranger. Un mouvement culturel s’est dès lors formé. Il regroupait et regroupe toujours, bien évidemment les activités concernant la danse (Breakdance, DJ’ing, MC’ing), le graffiti et un caractère nouveau qui est la mode vestimentaire. Elle se décrit par le port de vêtements larges comme le baggy, baskets et casquette. Aujourd’hui[Quand ?], ce style vestimentaire est adopté par un grand pourcentage de jeunes à travers le monde entier.
Le mouvement hip-hop séduit et entraîne les jeunes de la rue qui considéraient auparavant que l’art était réservé à une élite. La musique a également joué un rôle primordial en donnant au rap ses lettres de noblesse et en ouvrant cette musique à un public plus large. Ce public était très ciblé puisqu’il comprenait les jeunes des banlieues vivant dans les cités et n’ayant pas d’accès à la culture dont les médias parlent. C’est une véritable culture qui fait maintenant partie intégrante de la culture américaine mais aussi de la culture musicale internationale. Cette forme d’expression artistique, née dans la rue, se développe à présent sur les grandes scènes nationales (Casino de Paris, théâtre Mogador, Zénith de Paris) et dans les festivals dont certains lui sont consacrés. Bien plus qu’un effet de mode, le hip-hop est devenu un état d’esprit, une façon de vivre auxquels les jeunes s’identifient[réf. nécessaire].

### Filmographie
- Black Music : Des chaînes de fer aux chaînes en or, film documentaire français (2008)

### Sources
- Jérémie Kroubo, « Musique noire : un pléonasme ? », in: La revue des diasporas noires
- Pierre-Yves Bocquet, Black Music : Des chaînes de fer aux chaînes en or (vidéo complète), documentaire réalisé pour Arte, 2008, 100 minutes.
- « Un peu d’histoire autour de la musique noire-américaine », sur philharmoniedeparis.fr (consulté le 25 décembre 2023)
- https://www.universalis.fr/encyclopedie/musiques-afro-americaines/https://www.universalis.fr/encyclopedie/musiques-afro-americaines/
- Histoire du jazz et de la musique afro-américaine, Livre de Lucien Malson